# Сент-Оппортюн-дю-Боск
Сент-Оппортюн-дю-Боск (фр. Sainte-Opportune-du-Bosc) — коммуна на севере Франции в департаменте Эр (регион Нормандия).
В 1651 году маршал Франции Александр де Креки принял решение построить здесь усадьбу, которая в наше время называется шато Шан-де-Батай. Сейчас владельцем этого имения является французский дизайнер Жак Гарсиа, который выполнил масштабные восстановительные работы в садах усадьбы. Имение открыто для посещения.
Численность этого небольшого поселения составила 641 человек по состоянию на 2018 год.

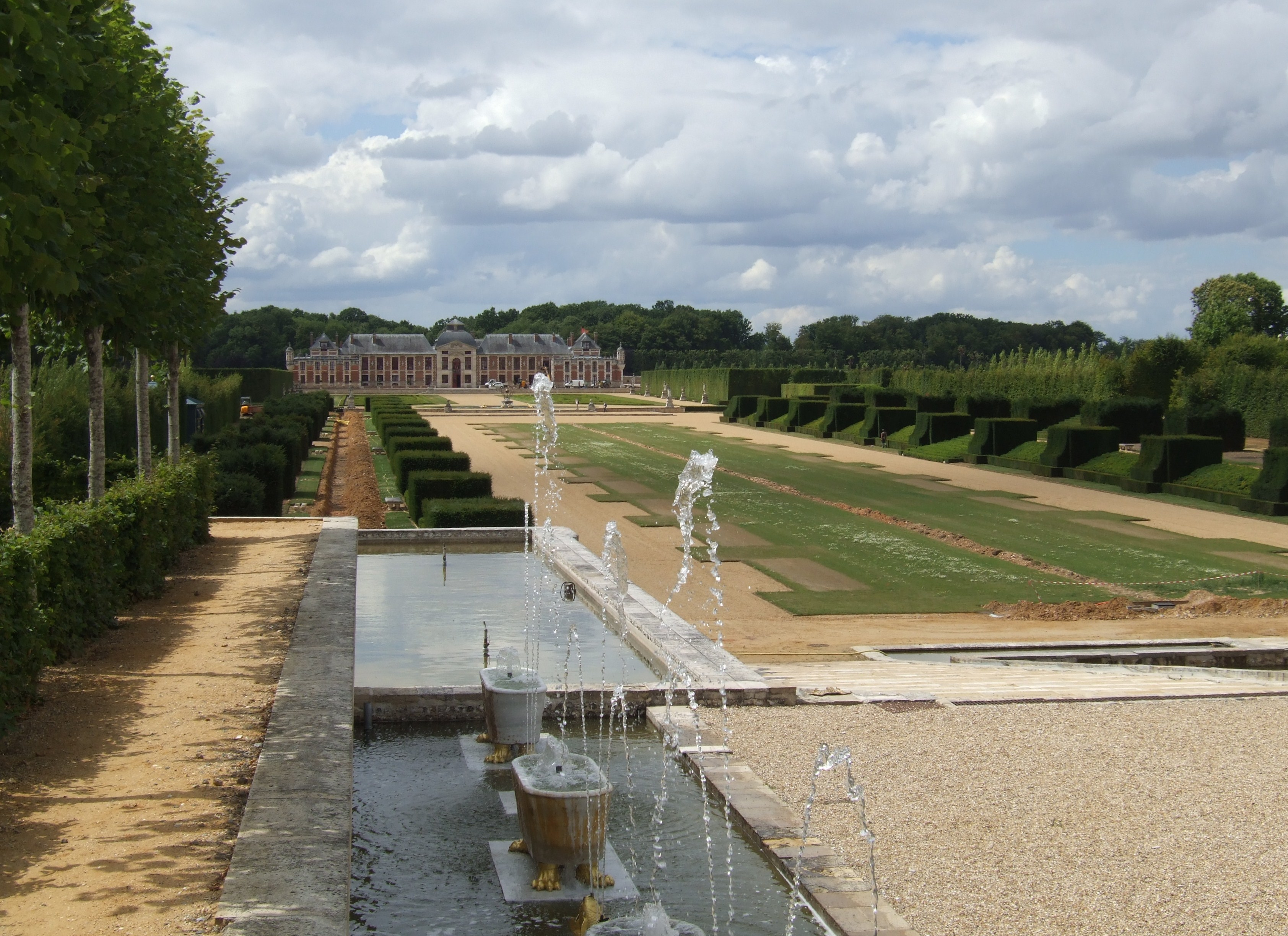
Шато Шан-де-Батай